# نيليس ليه كاليس
نيليس ليه كاليس (بالفرنسية: Nielles-lès-Calais)‏ هي بلدية تقع في إقليم باد كاليه من منطقة نور با دو كاليه في شمال فرنسا. تبلغ مساحة هذه المدينة 2.49 (كم²)، وترتفع عن سطح البحر 4 م، يبلغ عدد سكانها 219 نسمة حسب إحصاء المعهد الوطني للإحصاء والدراسات الاقتصادية سنة 2009 م. وترأس Alain Calais البلدية خلال فترة (2008-2014).